# Theodore Bonnet
Theodore Bonnet, född 1908 i San Francisco, död 15 januari 1983 i Los Angeles, var en amerikansk författare.
Han skrev romanen The Mudlark 1949, som senare filmatiserades med samma namn, på svenska fick filmen namnet Trashanken. Boken baserades löst på händelserna kring The boy Cotton, pojken som gömde sig på Buckingham Palace i ett helt år på 1830-talet.